# 망슈주의 캉통
프랑스 망슈주에는 총 27개의 캉통이 속해 있다. 2015년 3월 행정구역 총개편으로 인해 현재는 다음과 같이 설치되어 있다.
- 아공쿠탱빌
- 아브랑슈
- 브레알
- 브리크베크
- 카랑탕
- 셰르부르오크트빌 1
- 셰르부르오크트빌 2
- 셰르부르오크트빌 3
- 콩데쉬르비르
- 쿠탕스
- 크레앙스
- 에퀴외르드르빌엔빌
- 그랑빌
- 라아그
- 이지니르뷔아
- 르모르테네
- 레피외
- 퐁에베르
- 퐁토르송
- 케트르빌쉬르신
- 생일레르뒤아르쿠에
- 생로 1
- 생로 2
- 투를라빌
- 발로뉴
- 발드세르
- 빌디외레포엘